# كشف الجمال
كَشْفُ الجَمَال أو الكَشْفُ عَنِ الجَمَالِ (بالإنجليزية: Beauty Revealed)‏ هي بورتريه ذاتي للفنانة الأمريكية سارة جودريدج رُسمت عام 1828 في صورة مصغرة بألوان مائية على قطعةٍ من العاج. تُصوّر هذه اللوحة ثدييّ سيّدة محاطانِ بقماشٍ أبيض اللون، ويرجح أن اللوحة أول تصوير ذاتي عاري في التاريخ.
حينما رَسمت هذه اللوحة؛ كانت جودريدج تبلغُ من العمر أربعين عامًا وقد حاولت تصويرَ الثديانِ في أبهى حُلّة كما عملت على خلقِ تناغمٍ وتوزانٍ بينَ الضوء واللون. كلّ ذلك من أجلِ أن تجذب الصورة المُشاهد للتركيز عليها ناسيًا أو متناسيًا باقي أعضاء الجسم.
أهدت جودريدج هذه اللوحة إلى السياسي الأمريكي دانييل ويبستر الذي كانت تلتقي بهِ باستمرارٍ في حين تُشير مصادر أخرى إلى أنّه صارَ عشيقها بعد وفاة زوجته وربما حاولت – من خلال رسمِ اللوحة وإهدائها إيّاه – استفزازه وإثارة رغباتهِ للزواج منها. وعلى الرغم من أن ويبستر تزوج من سيدة أخرى إلا أن عائلته ظلّت متمسكة بالصورة حتى الثمانينات عندما تم بيعها بالمزاد العلني إلى دار المزادات كريستيز واستحوذت عليها جلوريا ماني وزوجها ريتشارد في عام 1981. تبرّع الزوجان بالصورة رفقةَ صور ولوحات أخرى لمتحف المتروبوليتان للفنون في عام 2006.

## الوصف والسياق
كشف الجمال هي لوحة فنيّة عبارة عن بورتريه ذاتي من إعداد سارة جودريدج. تُصوّر اللوحة ثديا شابة بارزين؛ معَ حلمات وردية اللون، وتناسقٍ في لون العضو الجنسي ولون الوشاح الذي يُحيط بهما.
اعتمدت سارة على تدرج الألوان في رسمِ اللوحة مما أكسبها تأثيرًا ثلاثيّ الأبعاد. وَعلى الرغم من أن جودريدج كانت في الأربعين من عمرها عندما رسمت هذه اللوحة؛ يرى بعضُ النقاد وعلى رأسهم الناقد الفني كريس باكارد أن ثدييها يبدوانِ أصغر سنًا في حالةِ اعتبار أن ما في الصورة يُمثل ما في صدرها.
يبلغُ عرض الوحة 8 سنتيمتر (3.1 بوصة) فيما يصلُ طولها إلى 6.7 سنتيمتر (2.6 بوصة) ومثبتة فوق دعامة ورقية مكتوبٌ خلفها تاريخ اللوحة. لقد تمّ إنجاز هذا العمل بالاعتمادِ على الألوان المائية ورُسمت فوقَ صفيحةٍ رقيقةٍ منَ العاج، ما يُمكّن الضوء من الاختراق النسبي للوحة ومن ثم السماح للثديين «بالتوهج». كانت تُعدّ طريقة الرسمِ هذه – الرسم بالألوان المائية فوق الصفائح الرقيقة من العاج – شائعةً لدى الأمريكان خاصّة في تلك الفترة.
قُدّمت لوحة الكشف عن الجمال للعلن في الولايات المتحدة في أواخر القرن الثامن عشر، وقد حظيت باهتمامٍ كبير باعتبار أن مثل هذه الصور لم تكن شائعة في الولايات المتحدة على عكسِ دول أخرى على غِرار إنجلترا وَفرنسا.  جدير بالذكر هنا أن مثل هذه الصور أو اللوحات قد سمحت للفتيات بنقلِ الصور إلى عشاقهنّ دونَ أن تتمكّن العائلة أو المجتمع من معرفة هويّة صاحبة الصورة.

## التاريخ
عاشت جودريدج في مدينة بوسطن حيثُ درست الرسم على يدِ غلبرت ستيوارت وإلكاناه تيسدال. دخلت جودريدج في علاقةٍ طويلة الأمد معَ دانييل ويبستر وهوَ سياسي أمريكي كانَ قد بدأ خدمته كعضوٍ في مجلس الشيوخ عن ولاية ماساتشوستس في عام 1827. تُشير المصادر إلى أن الثنائي قد تبادلَا أكثر من أربعين رسالة بين عامي 1827 و1851 ولُوحظَ في الرسائل الأخيرة بينَ الاثنينِ مخاطبة جودريدج لدانييل بلقبِ «صديقي العزيز». خلال تلك الفترة؛ رسمت جودريدج لدانييل أكثر من عشر لوحات بل تركت مسقط رأسها في بوسطن وذهبت لزيارته في واشنطن العاصمة مرتين على الأقل؛ الأولى عام 1828 بعد وفاة زوجته الأولى والثانيّة في 1841-1842 بعدما انفصل ويبستر عن زوجته الثانية.
أكملت جودريدج لوحة كشف الجمال في عام 1828 ومن المُحتمل جدًا أنها رسمتها من خلال النظرِ إلى صدرها في المرآة طالما لها خبرةٌ سابقة في رسمِ الصور الذاتية لشخصها أو لدانييل أو لأيّ شخصٍ آخر. أرسلت جودريدج لوحتها هذه إلى ويبستر؛ ويرى المؤرخون وعددٌ من الرسامين أنهُ من الواردِ جدًا أن لوحة الكشف عن الجَمال أو كشف الجمال كانت مخصّصة لدانييل ويبستر لوحدهِ معللين ذلك بالمقاييس الصغيرة نسبيًا التي رُسمت عليها اللوحة. اقترحَ الناقد الفني الأمريكي جون أوبدايك أن جودريدج قدمت اللوحة إلى ويبستر حتى تقولَ له ضمنيًا أنها له ومستعدة للزواجِ به في حالة ما تقدّم لها لكن ويبستر تزوّج في نهاية المطاف من امرأة أخرى أكثر ثراءً.
بعد وفاة ويبستر؛ بقيت اللوحة لدى عائلته إلى جانب لوحة أخرى كانت جودريدج قد أرسلتها له. تم بيع اللوحة في وقتٍ لاحقٍ إلى دار المزادات كريستيز بسعرٍ بلغ حوالي 15000 دولار، قبل أن يتمّ عرضها في معرض ألكساندر في نيويورك. بيعت اللوحة من جديد إلى سيّدة تُدعى جلوريا ماني وزوجها ريتشارد. عرضَ الزوجان اللوحة في معرض «الرموز العاطفية: صورة مصغرة عن أمريكا» الذي أُقيمَ عام 1991 قبل أن يتمكّن متحف المتروبوليتان للفنون من الحصول عليها بعدما كانت قد عُرضت في عددٍ من المَعارض والمتاحف الأخرى مثل المتحف الوطني للفن الأمريكي في واشنطن العاصمة ومعهد شيكاغو للفنون.
لقد كانت لوحة كشف الجمال واحدةً من أكثر من ثلاثمائة لوحة تم جمعها من قبل الزوجين الذين قاما بتسليمها إلى المتحف في عام 2006، وَتصفُ كاري ريبورا بارات ولوري زابار من المتحف لوحة جودريدج بأنها من أكثر اللوحات غرابةً وجمالًا في نفسِ الوقت. بعدما وُضعت الصورة في متحف المتروبوليتان للفنون زادت شهرتها وكثُر الحديث عنها حيثُ وصفَها هولاند كوتر من صحيفة نيويورك تايمز بأنها «رائعة». بحلول عام 2009؛ استوحى المؤلفان جين كامينسكي وجيل ليبور الإلهام من لوحة كشف الجمال – بالإضافة إلى لوحاتِ رسامين أخرين مثل جون سينغلتون كوبلي – لكتابةِ روايتهما بليند سبوت (بالإنجليزية: Blindspot)‏.

## تحليل
وصف المؤرخ الفني ديل جونسون لوحة كشف الجمال بأنها «واقعيّة ومُلفتة للنظر مما يدل على قدرة جودريدج على تصوير الأضواء والظلال الدقيقة.» في كتابه «التحف» الذي صدرَ عام 2012؛ قال راندال إل. هولتون وتشارلز أ. جيلداي «أن اللوحة قدّمت وشرحت معنى «الذات المثيرة».»
يرى نقاد آخرون أن لوحة كشف الجمال لها سحرٌ خاص تمتازُ بهِ وهي على عكس باقي الصور التي رسمتها جودريدج لأن هذه الأخيرة اهتمّت في لوحتها هذه بثدييها وبالملابس المحيطة بينما أهملت باقي الجسم، فيما يرى آخرون أنها تحدت القوالب النمطية فيما يتعلق برفاهية النّساء في القرن 19.